# Operación 90

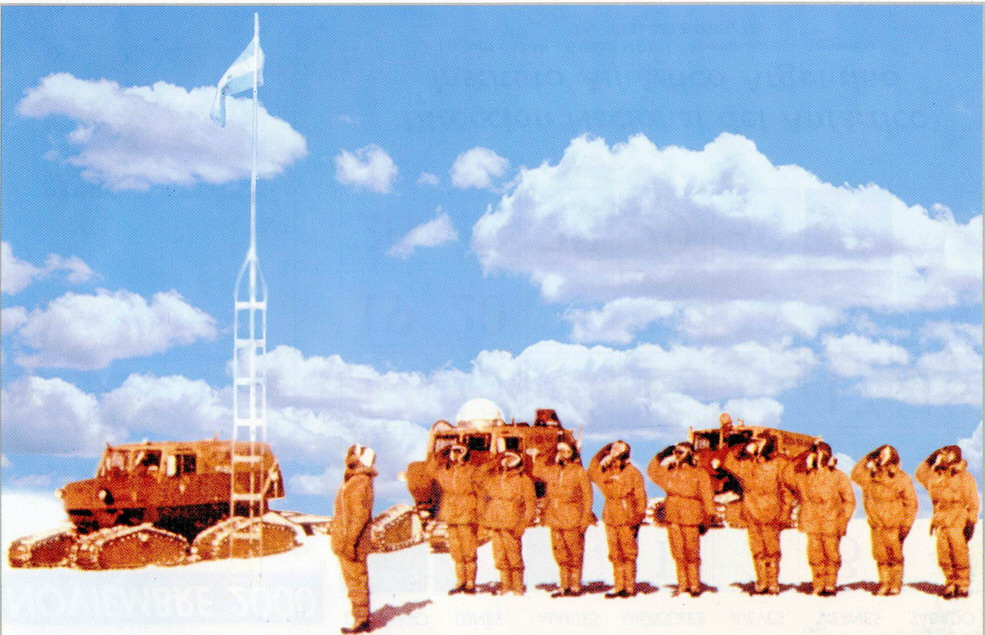
Soldados argentinos no polo sul saudando sua bandeira durante a operação.

Operación 90 (Operação 90, em português) foi a primeira expedição terrestre argentina ao Polo Sul, conduzida em 1965 por dez soldados do Exército Argentino, sob o comando do então coronel Jorge Leal. Seu objetivo era firmar as reivindicações da Argentina por uma parte do continente antártico, assim como para realizar observações científicas e aprimorar técnicas de exploração das regiões polares.
A equipe partiu da base militar General Belgrano em 26 de outubro de 1965, alcançando o Pólo Sul em 10 de dezembro do mesmo ano. Retornaram à Base Belgrano em 31 de dezembro, totalizando 66 dias de missão. A operação foi executada em segredo, com o objetivo de não lançar desconfianças das superpotências da época, Estados Unidos e União Soviética, que também reivindicavam parte do território antártico. O nome dado à operação refere-se à latitude 90° S, onde está localizado o polo geografico sul.